# Illinoia pinawae
Illinoia pinawae är en insektsart. Illinoia pinawae ingår i släktet Illinoia och familjen långrörsbladlöss. Inga underarter finns listade i Catalogue of Life.